# Liste de sigles de noms d'écoles et universités
Cette page présente quelques sigles utilisés couramment pour les noms d'universités et de grandes écoles.

## Belgique
- ESI : École supérieure d'informatique
- HEB : Haute école de Bruxelles
- HELdB : Haute école Lucia de Brouckère
- ISTI : Institut supérieur de traducteurs et interprètes
- ULiège (anc. ULg) : Université de Liège
- UCLouvain (anc. UCL) ou KUL : Université catholique de Louvain (Katholieke Universiteit Leuven)
- ULB : Université libre de Bruxelles
- USL-B : Université Saint-Louis - Bruxelles
- VUB : Vrije Universiteit Brussel

## France
- ECE : École centrale d'électronique
- ECP : École centrale des arts et manufactures
  - ECP Lille : École centrale de Lille
  - ECP Lyon : École centrale de Lyon
  - ECP Marseille : École centrale de Marseille
  - ECP Nantes : École centrale de Nantes
  - ECP Paris : École centrale de Paris
- EDHEC : École des hautes études commerciales (du Nord)
- EHESS : École des hautes études en sciences sociales
- ENA : École nationale d'administration
- ENC : École nationale des chartes
- ENM : École nationale de la magistrature
- ENS : École normale supérieure
  - ENS Cachan : École normale supérieure de Cachan
  - ENS Lyon : École normale supérieure de Lyon
  - ENS Rennes : École normale supérieure de Rennes
- ENSAE : École nationale de la statistique et de l'administration économique
- ENSBA : École nationale supérieure des beaux-arts
- ENSAD : École nationale supérieure des arts décoratifs
- ENSC : École nationale supérieure de chimie
  - ENSCCF : École nationale supérieure de chimie de Clermont-Ferrand
  - ENSCL : École nationale supérieure de chimie de Lille
  - ENSCM : École nationale supérieure de chimie de Montpellier
  - ENSCMu : École nationale supérieure de chimie de Mulhouse
  - ENSCP : École nationale supérieure de chimie de Paris
  - ENSCR : École nationale supérieure de chimie de Rennes
- ENSAM : École nationale supérieure d'arts et métiers
- ENSIACET : École nationale supérieure des ingénieurs en arts chimiques et technologiques
- ENSM École nationale supérieure des mines[1]
  - ENSMAC  École nationale supérieure des mines d'Albi-Carmaux (Mines Albi-Carmaux)
  - ENSMA École nationale supérieure des mines d'Alès (Mines Alès)
  - ENSMD École nationale supérieure des mines de Douai (Mines Douai)
  - ENSMN École nationale supérieure des mines de Nancy
  - ENSMN École nationale supérieure des mines de Nantes (Mines Nantes)
  - ENSMP École nationale supérieure des mines de Paris (Mines ParisTech)
  - ENSMSE École nationale supérieure des mines de Saint-Étienne (Mines Saint-Etienne)
- ENPC : École nationale des ponts et chaussées
- ENSTA : École Nationale Supérieure de Techniques Avancées
- EPHS : École pratique des hautes études
- ESC : École supérieure de commerce
  - ESC Pau : École supérieure de commerce de Pau
- ESCP : École supérieure de commerce de Paris
- ESG : École supérieure de gestion
- ESGI : École supérieure de génie informatique
- ESIAB : École supérieure d’ingénieurs en agroalimentaire de Bretagne atlantique
- ESIEA : École d'ingénieurs du monde numérique
- ESIEE : École supérieure d'ingénieurs en électrotechnique et électronique
  - ESIEE Amiens : École supérieure d'ingénieurs en électrotechnique et électronique d'Amiens
  - ESIEE Paris : École supérieure d'ingénieurs en électrotechnique et électronique de Paris
- ESIT : École supérieure d'interprètes et de traducteurs
- ESMISAB : École supérieure de microbiologie et de sécurité alimentaire de Brest
- ESPOL : European School of Political and Social Sciences
- ESSCA : École supérieure des sciences commerciales d'Angers
- ESSEC : École supérieure des sciences économiques et commerciales
- ESSTIN : École supérieure des sciences et technologies de l'ingénieur de Nancy
- HEC : École des hautes études commerciales
- HECJF : École de haut enseignement commercial pour les jeunes filles
- HEI : École des hautes études d'ingénieur
- IEP : Institut d'études politiques
  - SciencesPo Paris : Institut d'études politiques de Paris
  - SciencesPo Strasbourg : Institut d'études politiques de Strasbourg
  - SciencesPo Bordeaux : Institut d'études politiques de Bordeaux
  - SciencesPo Toulouse : Institut d'études politiques de Toulouse
  - SciencesPo Grenoble : Institut d'études politiques de Grenoble
  - SciencesPo Lyon : Institut d'études politiques de Lyon
  - SciencesPo Aix : Institut d'études politiques d'Aix-en-Provence
  - SciencesPo Lille : Institut d'études politiques de Lille
  - SciencesPo Rennes : Institut d'études politiques de Rennes
  - SciencesPo Saint-Germain : Institut d'études politiques de Saint-Germain-en-Laye
- INALCO : Institut national des langues et civilisations orientales
- INSA : Institut national des sciences appliquées
- INSEAD : Institut européen d'administration des affaires
- SKEMA : School of Knowledge Economy and Management
- X : École polytechnique

## Québec
- CEGEP : Collège d'enseignement général et professionnel
- ENAP : École nationale d'administration publique
- ETS : École de technologie supérieure
- IBQ : Institut biblique du Québec
- INRS : Institut national de la recherche scientifique
- TELUQ : Télé-Université du Québec
- UBC : Université de la Colombie-Britannique
- UL : Université de Laval (Québec)
- UdM : Université de Montréal
- UQAC : Université du Québec à Chicoutimi
- UQAM : Université du Québec à Montréal
- UQAT : Université du Québec en Abitibi-Témiscamingue
- UQO : Université du Québec en Outaouais
- UQTR : Université du Québec à Trois-Rivières
- UQAR : Université du Québec à Rimouski
- US : Université de Sherbrooke (Québec)

## Roumanie
- USAMV : Universitatea de Științe Agricole și Medicină Veterinară

## Suisse
- EPFL : École polytechnique fédérale de Lausanne
- EPFZ ou ETHZ : École polytechnique fédérale de Zurich (Eidgenössische Technische Hochschule Zürich)
- HES-SO : Haute école spécialisée de Suisse occidentale
- HSG : Université de Saint-Gall (Universität St. Gallen – Hochschule für Wirtschafts-, Rechts- und Sozialwissenschaften)
- UB : Université de Berne (Universität Bern)
- UNIBAS : Université de Bâle (Universität Basel)
- UNIBE : Université de Berne (Universität Bern)
- UNIFR : Université de Fribourg (Universität Freiburg)
- UNIGE : Université de Genève
- UNIL : Université de Lausanne
- UNILU : Université de Lucerne (Universität Luzern)
- UNINE : Université de Neuchâtel
- UNISG : Université de Saint-Gall (Universität St. Gallen – Hochschule für Wirtschafts-, Rechts- und Sozialwissenschaften)
- UNIZH ou UZH : Université de Zurich (Universität Zürich)
- USI : Université de la Suisse italienne (Università della Svizzera italiana)